# Noël Carroll (Philosoph)

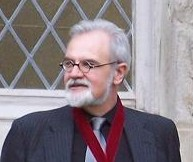
Noël Carroll (2005)

Noël Edward Carroll (* 1947 in New York City) ist ein US-amerikanischer Philosoph. Er gilt als einer der weltweit führenden Kunstphilosophen.

## Leben
Carroll studierte Philosophie an der Hofstra University (Bachelor) und der University of Pittsburgh (Master). Er erwarb 1976 einen Ph.D. in Filmwissenschaften an der New York University und 1983 in Philosophie an der University of Illinois. Ab 1991 war er Monroe-C.-Beardsley-Professor für Kunstphilosophie an der University of Wisconsin–Madison. 2012 wurde er Distinguished Professor am CUNY Graduate Center. Er veröffentlichte zahlreiche Bücher und forscht auf dem Gebiet der Philosophie, Ästhetik und Ethik. Sein bedeutendstes Werk ist The Philosophy of Horror or Paradoxes of the Heart (1990). Gemeinsam mit David Bordwell griff er in dem Buch Post-Theory. Reconstructing Film Studies (1996) die „Grand Theories“ der Filmwissenschaft, wegen ihrer breiten Adaption von psychoanalytischen, semiotischen und marxistischen Elementen seit den 1970er Jahren, scharf an.
2025 wurde Carroll zum Mitglied der American Academy of Arts and Sciences gewählt.

## Schriften (Auswahl)
- The Philosophy of Horror or Paradoxes of the Heart (Routledge, 1990)
- Mystifying Movies (Columbia University Press, 1991)
- Theorizing the Moving Image (Cambridge University Press, 1996)
- Interpreting the Moving Image (Cambridge University Press, 1998)
- A Philosophy of Mass Art (Routledge, 1999)
- Beyond Aesthetics (Cambridge University Press, 2001)